# Traktaten i Konstantinopel (1897)
Traktaten i Konstantinopel var en traktat mellem det Osmanniske Rige og Grækenland, som blev underskrevet den 4. december 1897 efter den Græsk-tyrkiske krig (1897).

## Baggrund
Øen Kreta var en del af det Osmanniske Rige, men havde et flertal af kristne, som flere gange havde gjort oprør for at blive sluttet til Grækenland. Under et sådant oprør i 1897 blev græske tropper den 2. februar 1897 landsat på øen for at annektere den. Dette førte til krig mellem det Osmanniske Rigeog Grækenland – en krig, som varede i 30 dage. Krigen blev udkæmpet i Thessalien og i Epeiros. I Thessalien besejrede den overlegne osmanniske hær under kommando af Edhem Pasha grækerne og erobrede et stort område. Grækenland bad om fred og stormagterne greb ind og tvang osmannerne til at tilbagelevere de områder, som de havde besat i krigen.

## Traktaten
Fredsforhandlingerne begyndte den 21. oktober og traktaten blev underskrevet den 4. december. Fredsbetingelserne var:
1. Thessalien, som var blevet besat af osmanniske styrker, skulle tilbageleveres til Grækenland med mindre ændringer af grænsedragningen.
2. Grækenland lovede at betale store krigsskadeerstatninger.
3. Osmannerne skulle først trække sig tilbage når krigsskadeserstatningerne var betalt
4. Osmannerne lovede at give Kreta status af autonomt område under osmannisk overherredømme.

## Efterspil
Selv om den osmanniske hær havde vundet på slagmarken fik det Osmanniske Rige ikke glæde af sejren. Suveræniteten over Kreta viste sig at være helt igennem betydningsløs, og i 1908 sluttede Kreta sig unilateralt til Grækenland. Dette blev formelt anerkendt efter Balkankrigene, med Kretas indlemmelse i Grækenland den 1. december 1913. Ved en udveksling af befolkningsgrupper blev den muslimske befolkningsgruppe på Kreta udvekslet med grækere i Tyrkiet i 1923. 